# Pilea cellulosa
Pilea cellulosa är en nässelväxtart som först beskrevs av Spreng., och fick sitt nu gällande namn av Ignatz Urban. Pilea cellulosa ingår i släktet pileor, och familjen nässelväxter. Inga underarter finns listade i Catalogue of Life.